# Jim Beaver
James Norman "Jim" Beaver, Jr., född 12 augusti 1950 i Laramie, Wyoming, är en amerikansk skådespelare, dramatiker, manusförfattare och filmhistoriker.
Beaver är kanske mest känd för sin roll som Whitney Ellsworth i TV-serien Deadwood, men också för rollen som Bobby Singer i TV-serien Supernatural. Han har även setts i Breaking Bad och komediserien Tredje klotet från solen.

## Filmografi

### Filmer
| År   | Titel                                             | Roll                       | Notering                                                |
| ---- | ------------------------------------------------- | -------------------------- | ------------------------------------------------------- |
| 1977 | Semi-Tough                                        | B.E.A.T.-medlem            | Onämnd                                                  |
| 1978 | Desperado                                         | Nathan                     | TV-film                                                 |
| 1978 | The Seniors                                       | Klient                     | Onämnd                                                  |
| 1979 | Warnings                                          | Artisten                   | Kortfilm                                                |
| 1979 | Dallas Cowboys Cheerleaders                       | Cowboyspelare              | TV-film                                                 |
| 1981 | Nighthawks                                        | Passagerare på tunnelbanan | Onämnd                                                  |
| 1983 | Girls of the White Orchid                         | Fotgängare                 | Onämnd                                                  |
| 1983 | Silkwood                                          | Fabrikschef                |                                                         |
| 1985 | File 8022                                         | Ben Crysler                |                                                         |
| 1987 | Sweet Revenge                                     | Smugglare                  | Onämnd                                                  |
| 1987 | Hollywood Shuffle                                 | Arbetare på posten         |                                                         |
| 1988 | Two Idiots in Hollywood                           | Gråtande man               |                                                         |
| 1988 | Perry Mason: The Case of the Lady in the Lake     | Motellchef                 | TV-film                                                 |
| 1988 | Defense Play                                      | FBI-agent                  |                                                         |
| 1989 | Mergers & Acquisitions                            | Gabby Hayes                | Kortfilm                                                |
| 1989 | Turner & Hooch                                    | Fabrikschef                |                                                         |
| 1989 | The Cherry                                        | Kaptenen                   | Kortfilm                                                |
| 1989 | In Country                                        | Earl Smith                 |                                                         |
| 1989 | Mothers, Daughters and Lovers                     | Sheriff Jack Edzard        | TV-film                                                 |
| 1990 | Follow Your Heart                                 | Craig Hraboy               | TV-film                                                 |
| 1990 | El Diablo                                         | Spivey Irick               |                                                         |
| 1990 | The Court-Martial of Jackie Robinson              | Maj. Trimble               |                                                         |
| 1991 | little secrets                                    | Kassör i spritbutik        | Nämnd som Richard Muldoon                               |
| 1992 | Gunsmoke: To the Last Man                         | Willie Rudd                | TV-film                                                 |
| 1992 | Sister Act                                        | Detektiv Clarkson          |                                                         |
| 1993 | Sliver                                            | Detektiv Ira               |                                                         |
| 1993 | Gunsmoke: The Long Ride                           | Traveling blacksmith       | TV-film                                                 |
| 1993 | Geronimo: An American Legend                      | Utlysningsofficer          |                                                         |
| 1994 | Twogether                                         | Oscar                      |                                                         |
| 1994 | Blue Chips                                        | Rickys pappa               |                                                         |
| 1994 | Children of the Dark                              | Roddy Gibbons              | Avsiktligt onämnd                                       |
| 1994 | Bad Girls                                         | Pinkerton Detektiv Graves  |                                                         |
| 1997 | Wounded                                           | Agent Eric Ashton          |                                                         |
| 1997 | Divided by Hate                                   | Danny Leland               | TV-film                                                 |
| 1998 | At Sachem Farm                                    | Foreman                    |                                                         |
| 1998 | Mr. Murder                                        | Agent Jason Reiling        | TV-film                                                 |
| 1999 | Impala                                            | Sheriff Bert Davis         | Kortfilm                                                |
| 1999 | Ah! Silenciosa                                    | Ambrose Bierce             | Kortfilm                                                |
| 1999 | Magnolia                                          | Leende jordnötspatron #1   |                                                         |
| 2000 | Fraud                                             | Detektiv Mason             | Kortfilm                                                |
| 2000 | Where the Heart Is                                | Clawhammer                 | Scener bortklippta                                      |
| 2001 | Warden of Red Rock                                | Jefferson Bent             | TV-film                                                 |
| 2001 | Joy Ride                                          | Sheriff Ritter             |                                                         |
| 2002 | Wheelmen                                          | Agent Hammond              |                                                         |
| 2002 | Adaptation.                                       | Ranger Tony                |                                                         |
| 2003 | The Life of David Gale                            | Duke Grover                |                                                         |
| 2003 | Wave Babes                                        | Amos Nandy                 |                                                         |
| 2003 | The Commission                                    | Howard L. Brennan          |                                                         |
| 2007 | Next                                              | Wisdom                     |                                                         |
| 2007 | Cooties                                           | The Man                    | Kortfilm                                                |
| 2008 | Reflections                                       | Frank                      | Kortfilm                                                |
| 2008 | The Silence of Bees                               | Parker Lam                 | Kortfilm                                                |
| 2009 | Dark and Stormy Night                             | Jack Tugdon                |                                                         |
| 2011 | The Legend of Hell's Gate: An American Conspiracy | J. Wright Mooar            |                                                         |
| 2013 | Night Riders                                      |                            | Kortfilm; manusförfattare, regissör, exekutiv producent |
| 2015 | Crimson Peak                                      | Carter Cushing             |                                                         |

### TV-serier
| År        | Titel                                        | Roll                                | Notering                                           |
| --------- | -------------------------------------------- | ----------------------------------- | -------------------------------------------------- |
| 1978–1979 | Dallas                                       | Lunchätare/Julie's trädgårdsmästare | 2 episoder                                         |
| 1986      | Divorce Court                                | Wrench McCoy                        |                                                    |
| 1987      | Jake and the Fatman                          | Defense Attorney                    | Episod: "Fatal Attraction"                         |
| 1988      | Matlock                                      | Barney Sutler                       | Episod: "The Umpire"                               |
| 1988      | Paradise                                     | Frank Foster                        | Episod: "The Holstered Gun"                        |
| 1989      | CBS Summer Playhouse                         | Granne i fel hus                    | Episod: "Elysian Fields"                           |
| 1989      | The Young Riders                             | Johnson                             | Episod: "The Kid"                                  |
| 1990      | Midnight Caller                              | Tom Barlow                          | Episod: "Ryder on the Storm"                       |
| 1990      | Nasty Boys                                   | Wetstone                            | Episod: "Desert Run"                               |
| 1990      | Father Dowling Mysteries                     | Drake                               | Episod: "The Murder Weekend Mystery"               |
| 1991–1993 | Santa Barbara                                | Andy våldtäktsmannen/Man på motell  | 5 episoder                                         |
| 1991–1993 | Reasonable Doubts                            | Detektiv Earl Gaddis                | 13 episoder                                        |
| 1993      | Lois & Clark: The New Adventures of Superman | Henry Barnes                        | Episod: "I'm Looking Through You"                  |
| 1993      | Thunder Alley                                | Leland DuParte                      | 28 episoder                                        |
| 1995      | Home Improvement                             | Duke Miller                         | Episod: "Doctor in the House"                      |
| 1995      | Unsolved Mysteries                           | Himself                             | Episod: "Who Killed Superman?"                     |
| 1996      | High Incident                                | Fader i vrak                        | Episod: "Women & Children First"                   |
| 1996–1997 | Murder One                                   | Donald Cleary                       | 2 episoder                                         |
| 1996      | Bone Chillers                                | Edgar Allan Poe                     | Episod: "Edgar Allan Poe-Session"                  |
| 1996–2004 | Våra bästa år                                | Fader Timothy Jansen                | 26 episoder                                        |
| 1997      | NYPD Blue                                    | Lastbilschaufför/Jesus Kristus      | Episod: "Taillight's Last Gleaming"                |
| 1997      | Moloney                                      | Detective Ashton                    | Episod: "The Ripple Effect"                        |
| 1997      | Spy Game                                     | Thornbush                           | Episod: "Lorne and Max Drop the Ball"              |
| 1997      | Total Security                               | Detektiv McKissick                  | Episod: "Das Bootie"                               |
| 1998      | Melrose Place                                | Ranger Virgil                       | Episod: "Amanda's Back"                            |
| 1998      | Pensacola: Wings of Gold                     | Skådespelare                        | Episod: "Power Play"                               |
| 1998–1999 | E! Mysteries & Scandals                      | Sig själv                           | 2 episoder                                         |
| 1998–1999 | Tredje klotet från solen                     | Happy Doug                          | 7 episoder                                         |
| 1999      | Arkiv X                                      | Coroner                             | Episod: "Field Trip"                               |
| 2000      | Biography                                    | Sig själv                           | Episod: "George Reeves: The Perils of a Superhero" |
| 2000      | The Trouble with Normal                      | Gary                                | 8 episoder                                         |
| 2001      | That '70s Show                               | Tony                                | Episod: "Who Wants It More?"                       |
| 2001      | The Division                                 | Fred Zito                           | Episod: "High on the Hog"                          |
| 2001      | Star Trek: Enterprise                        | Admiral Daniel Leonard              | Episod: "Broken Bow: Part 1"                       |
| 2001      | Vita huset                                   | Carl                                | Episod: "Manchester: Part 1"                       |
| 2001      | Philly                                       | Nelson Vanderhoff                   | Episod: "Loving Sons"                              |
| 2003      | Andy Richter Controls the Universe           | Craig                               | Episod: "Charity Begins in Cellblock D"            |
| 2003      | Six Feet Under                               | Prison Officer                      | Episod: "Twilight"                                 |
| 2003      | Tremors                                      | Sheriff Sam Boggs                   | Episod: "Water Hazard"                             |
| 2003      | The Lyon's Den                               | Hank Ferris                         | Episod: "The Other Side of Caution"                |
| 2004      | Monk                                         | Sheriff Mathis                      | Episod: "Mr. Monk Gets Married"                    |
| 2004      | Crossing Jordan                              | Ranger Diggory                      | Episod: "Revealed"                                 |
| 2004–2006 | Deadwood                                     | Whitney Ellsworth                   | 36 episoder                                        |
| 2006      | The Unit                                     | Lloyd Cole                          | Episod: "Manhunt"                                  |
| 2006      | CSI: Crime Scene Investigation               | Stanley Tanner                      | 2 episoder                                         |
| 2006-idag | Supernatural                                 | Bobby Singer                        |                                                    |
| 2007      | Day Break                                    | Morbror Nick Vukovic                | 5 episoder                                         |
| 2007      | John from Cincinnati                         | Vietnam Joe                         | 8 episoder                                         |
| 2007      | Big Love                                     | Carter Reese                        | 3 episoder                                         |
| 2007      | Criminal Minds                               | Sheriff Williams                    | Episod: "Identity"                                 |
| 2009      | Harper's Island                              | Sheriff Charlie Mills               | 11 episoder                                        |
| 2009      | Psych                                        | Stinky Pete Dillingham              | Episod: "High Noon-ish"                            |
| 2010      | Law & Order: Los Angeles                     | Frank Loomis                        | Episod: "Hollywood"                                |
| 2010      | The Mentalist                                | Cobb Holwell                        | Episod: "The Red Ponies"                           |
| 2010      | Lie to Me                                    | Gus                                 | Episod: "Veronica"                                 |
| 2010      | Love Bites                                   | Trucker                             | Episod: "Keep On Truckin'"                         |
| 2011-2012 | Breaking Bad                                 | Lawson                              | 2 episoder                                         |
| 2011-2013 | Justified                                    | Shelby Parlow                       | 14 episoder                                        |
| 2012      | Dexter                                       | Clint McKay                         | Episod: "The Dark...Whatever"                      |
| 2013      | The Middle                                   | Mr. Stokes                          | Episod: "Dollar Days"                              |
| 2013      | Mike & Molly                                 | Dwight                              | 2 episoder                                         |
| 2013      | Longmire                                     | Lee Roskey                          | Episod: "Natural Order"                            |
| 2013      | Revolution                                   | John Fry                            | 2 episoder                                         |